# ميخوط شبوطي
ميخوط شبوطي (الاسم العلمي:Myxobolus cyprini) هو نوع من المواخط يتبع جنس الميخوط من الفصيلة الميخوطية.